# 雨宮育作
雨宮 育作（あめみや/あまみや いくさく、1889年（明治22年）11月5日 - 1984年（昭和59年）2月14日）は、日本の水産学者である。妻は「つ祢よ」。長兄は山梨英和女学校（現山梨英和学院）校長・理事長を務め，日下部村長・日下部町長にもなった雨宮敬作。次兄は海軍兵学校第 33 期で，戦艦霧島・戦艦日向の砲術長等を務め，海軍大佐を務めた雨宮厚作。敬作の上に，長女「くま」，三女「と美」，四女 「まさじ」がいる。

## 経歴・人物
山梨県東山梨郡日下部村(現山梨市)に，日下部村会議員を務めた父「景通」と母「じつ」の四男として生まれる。東京帝国大学農科大学（現在の東京大学大学院農学生命科学研究科・農学部）に入学し、1914年（大正3年）に卒業。1919年（大正8年）同大学大学院修了。農学博士。1920年（大正9年）同大学農学部水産学科助教授となる。。その後イギリスおよびドイツに留学し、帰国後の昭和３年（1928年）に水産学第一講座担任の岸上鎌吉教授の停年退官により講座を担任することとなり，翌年の1929年（昭和4年）に教授に昇任。第四講座の教授（分担）や水産実験所の所長も務め，教鞭を執る傍ら海洋生物の研究に携わった。昭和 10 年頃，たまたま葉山から船で油壺の理学部臨海実験所（水族館）に遊びにこられた昭和天皇に，助手であった大島泰雄（作家武田泰淳の兄。のちに東大農学部水産学第二講座教授。農学部長を務めた。）と一緒に種々の標本をお目にかけたり御説明申し上げたりしたことがあるという。
東京大学在任中に東北大学教授を兼任し同大学農学研究所長を務め，東北大学農学部の創設に携わる。1947年（昭和22年）に日本学士院会員。1950年（昭和25年）に定年により退官。東京大学名誉教授の称号を授与される。東京大学定年退官後は、名古屋大学教授となって同大学農学部の創設にも携わり同学部長も務めた。名古屋大学名誉教授。そのほか日本大学教授や三井海洋研究所の所長、江の島水族館（旧江の島水族館。現在は閉館）の初代館長、日本水産学会の会長等を歴任した。カキの性転換やイワシの群れやその資源に関する研究等で知られるほか、大学院学生時代には山中湖や河口湖等の富士五湖を調査し，霞ヶ浦に生息するワカサギの卵を同地に移植したことでも知られる。没後は多磨霊園に葬られた。
亡くなる際に，優秀な学生を表彰するためにと，東京大学農学部水産学科に寄付を行い，それを基に1985年（昭和60年）雨宮賞が創設された。毎年，学部を卒業する学生の中から，成績の特に優秀な者とクラスをまとめるのに特に貢献の著しかった者が表彰され，受賞者には副賞として，書籍「雨宮先生を偲びて」を収録したCD-Rと金一封が贈られている。

## 著書
- 『日本水産学』
- 『水産学集成』